# Saint-Pierre-Laval
Saint-Pierre-Laval é uma comuna francesa na região administrativa de Auvérnia-Ródano-Alpes, no departamento Allier. Estende-se por uma área de 24,47 km². Em 2010 a comuna tinha 357 habitantes (densidade: 14,6 hab./km²).